# 동호회

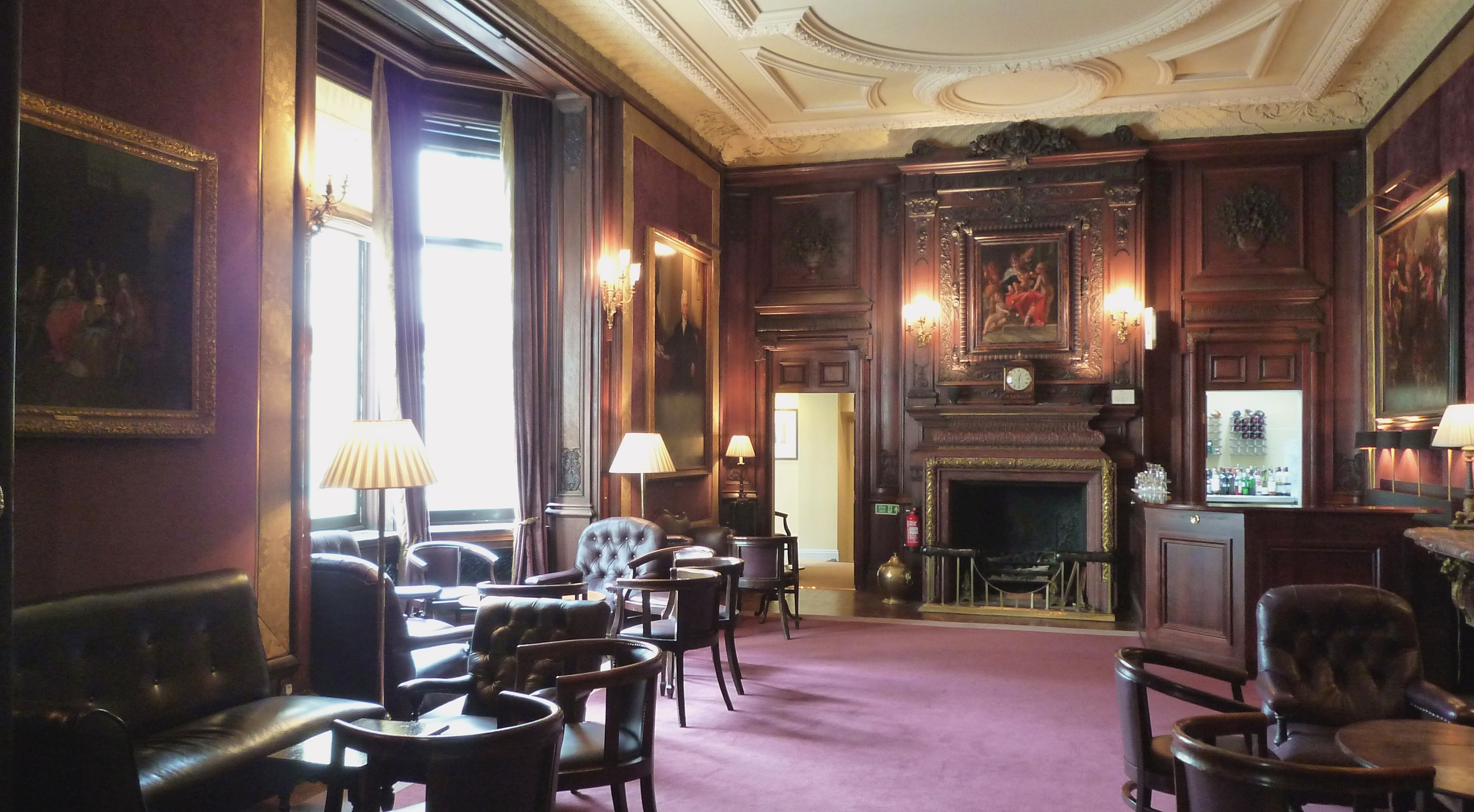
런던 새빌 클럽의 바

동호회(同好會) 또는 동아리, 클럽(영어: Club), 구락부(俱樂部)는 공통의 관심사나 목표를 가지고 정보를 나누면서 함께 즐기는 사람들의 모임이다. 취미, 정치, 종교 등의 여러 목적과 관심사에 따라 다양한 동호회가 있으며 이러한 동호회는 흔히 학교, 지역, 기업, 인터넷 커뮤니티 등을 단위로 구성된다.

## 역사
역사적으로 클럽은 자세한 지식이 존재하는 모든 고대 국가에서 발생했다. 사람들이 더 큰 집단으로 함께 살기 시작하면서, 공통 관심사를 가진 사람들이 혈연관계가 없더라도 어울릴 수 있어야 했다. 이러한 종류의 조직은 고대 로마의 고대 그리스 클럽과 협회(collegia)에서 알 수 있듯이 수년 동안 존재해 왔다.

### '클럽'이라는 단어와 개념의 유래
'클럽'이라는 단어가 사람들이 모인다는 의미에서 유래한 것인지, 아니면 회원들이 모임 비용을 지불하기 위해 함께 '뭉쳤다'는 사실에서 유래했는지는 확실하지 않다. 가장 오래된 영국의 클럽은 단순히 함께 식사하거나 술을 마실 목적으로 친구들이 정기적으로 모이는 비공식적인 모임이었다. 토마스 오클레브(Thomas Occleve, 헨리 4세 시대)는 자신이 회원이었던 좋은 회사의 법원(La Court de Bonne Compagnie)이라는 클럽에 대해 언급한다. 1659년에 존 오브리(John Aubrey)는 다음과 같이 썼다. "우리는 이제 선술집에서 모임(사회, 협회 또는 모든 종류의 형제회)을 가리키는데 clubbe라는 단어를 사용한다."

### 셰익스피어 시대
초기 클럽 중 가장 유명한 클럽은 매월 첫 번째 금요일에 머메이드 선술집(Mermaid Tavern)에서 모이는 브레드 스트리트(Bread Street) 또는 프라이데이 스트리트 클럽(Friday Street Club)이었다. 존 셀든, 존 던, 존 플레처 및 프란시스 보몬트가 회원 중 하나였다(윌리엄 셰익스피어와 월터 롤리 경이 이 클럽의 회원이었다고 종종 주장되지만 이 주장을 뒷받침할 문서화된 증거는 없음). 벤 존슨(Ben Jonson)이 설립한 또 다른 클럽은 런던의 템플 바(Temple Bar) 근처 데빌 선술집(Devil Tavern)에서 모임을 가졌다.

### 전세계
신사 클럽 제도는 영어권 전역으로 퍼졌다. 스코틀랜드 계몽주의에 활력을 불어넣은 사람들 중 다수는 에든버러 포커 클럽 회원이었다. 미국에서는 독립전쟁 이후 클럽이 처음으로 설립되었다. 첫 번째 중 하나는 호보켄 터틀 클럽(Hoboken Turtle Club, 1797)으로 1911년에도 여전히 남아 있다. 인도와 파키스탄과 같은 이전 대영 제국 식민지에서는 짐카나(Gymkhana)로 알려져 있다.
유럽 대륙의 초기 클럽은 정치적 성격을 띠었다. 1848년에 이러한 클럽은 오스트리아와 독일에서 억압되었고, 이후 베를린과 비엔나의 클럽은 영국 원형의 단순한 복제품에 불과했다. 프랑스 혁명 동안 이러한 협회는 중요한 정치 세력으로 입증되었다.

## 같이 보기
- 클럽 활동
- 클럽재
- 팬 클럽
- 헬스클럽
- 나이트클럽
- 스포츠 클럽
- 부르셴샤프트